# سطح منطقی

سطح منطقی

در مدارهای دیجیتال، سطح منطقی (به انگلیسی: logic level) یک مقدار از  مقادیر محدود است که یک سیگنال دیجیتال می‌تواند داشته باشد.
اگرچه استانداردهای مختلفی برای سطح منطقی وجود دارد اما مقادیر سطوح منطقی معمولاً توسط ولتاژ میان سیگنال تا زمین (یا یک مرجع کلی) معین می‌شود.
محدودهٔ ولتاژ تعیین کنندهٔ هر سطح منطقی را خانوادهٔ منطقی (استاندارد) مورد استفاده تعیین می‌کند.
در منطق دودویی، دو سطح منطقی داریم: سطح منطقی high و سطح منطقی low که در واقع به ترتیب با ۱ و ۰ دستگاه اعداد دودویی برابری می‌کنند. در واقع در این حالت، اگر سیگنال دارای ولتاژی بالاتر از مقدار از پیش تعیین شده بود آن را ۱ و اگر دارای ولتاژی پایین‌تر بود، آن را ۰ در نظر می‌گیریم. سیگنال‌های دارای یکی از این دو سطح را می‌توان در منطق بولین برای طراحی مدارهای دیجیتال یا آنالیز استفاده کرد.
در منطق سه حالته، خروجی دستگاه همچنین می‌تواند در حالت امپداَنس بالا (High impedance) باشد، البته این حالت در واقع سطح منطقی به حساب نمی‌آید اما معنی آن این است که خروجی، سطح مدار را کنترل نمی‌کند. برای مثال در حالتی که چند دستگاه به هم متصل باشند و یکی از دستگاه‌ها خروجی ۰ و دیگری خروجی ۱ بدهد، اتصال کوتاه رخ می‌دهد و دستگاه‌ها آسیب می‌بینند. اما اگر روی حالت High Impedance قرار بگیرند، به علت محدود شدن جریان خروجی، اتصال کوتاه رخ نمی‌دهد.

## مشکل سطوح منطقی مختلف
ارتباط برقرار کردن میان دو دستگاه از دو خانوادهٔ منطقی مختلف، ممکن است به تکنیک‌های خاصی مانند مقاومت بالاکش اضافی یا مدارهای مبدل نیاز داشته باشد، چرا که احتمالا هر کدام از دستگاها از ولتاژ خاصی برای مشخص نموندن ۰ و ۱ استفاده میکنند.
برای مثال، سطوح منطقی TTL با CMOS متفاوت است و ولتاژ خروجی TTL به اندازهٔ کافی بالا نمی‌آید که به عنوان منطق ۱ سیماس شناخته شود، مخصوصا اگر به یک ورودی high impedance وصل شده باشد که در این صورت، مقدار مناسب بار الکتریکی جریان نمی‌یابد.
این مشکل با اختراع آی سی‌های مبدل سری 74HCT که با منطق سیماس کار می‌کنند اما دارای ورودی‌های TTL هستند رفع شد. این مبدلها فقط با ولتاژ ۵ ولت کار می‌کنند. آن‌ها جایگزینی برای TTL به وجود آوردند، اگرچه خانوادهٔ HCT کندتر از TTL است (منطق HC تقریباً هم سرعت TTL است).

## سطح فعال
اینکه محدودهٔ ولتاژ بالاتر یک حالت منطقی را برساند یا محدودهٔ ولتاژ پایین‌تر، دلبخواهی است و حتی ممکن است در سطوح مختلف سیستم تغییر کند. حالت‌های فعال-بالا (به انگلیسی: Active High) یا فعال-پایین (به انگلیسی: Active Low) می‌توانند مطابق میل مخلوط شوند. برای نمونه یک آی سی حافظه فقط خواندنی می‌تواند از یک سیگنال انتخاب قطعه (به انگلیسی: Chip Select) استفاده کند که فعال-پایین باشد، ولی بیت‌های داده‌ها و نشانی قطعه مطابق قراردادها فعال-بالا هستند.

### قراردادها
نماد سیگنال فعال-پایین همراه با یک خط بالای نماد آن سیگنال نوشته می‌شود تا با سیگنال‌های فعال-بالا اشتباه گرفته نشود. برای مثال، Q بخوانید "کیو بار" نشان دهندهٔ یک سیگنال فعال-پایین است. قراردادهای رایجی که همراه با نماد سیگنال استفاده می‌شوند عبارتند از:
- نماد بار در بالای نماد (مانند Q)
- پیشوند / برای نماد (مانند /Q)
- پیشوند n برای نماد (مانند nQ)
- پسوند # برای نماد (مانند Q#)
- پسوند _B برای نماد (مانند B_Q)

البته قراداد / برای سیگنال‌هایی که هر دو حالت را دارند نیز استفاده می‌شود.